# Коммод
Луцій Елій Аврелій Коммод (лат. Lucius Aelius Aurelius Commodus; 31 серпня 161, Ланувіо — 31 грудня 192, Рим) — римський імператор, останній представник династії Антонінів, названий на честь співправителя батька, Луція Вера Коммода. Почесні титули: Caesar (з 12 жовтня 166), Germanicus (з 172), Sarmaticus (з 175), Pater patriae (з 177), Pius (з 183), Britannicus (з 184), Felix (з 185), Hercules Romanus invictus (з 191).

## Ранні роки та прихід до влади (161—180)

### Ранні роки (161—180)
Коммод народився 31 серпня 161 року в Лавунії, біля Риму, разом із братом-близнюком Антоніном. Він був сином імператора Марка Аврелія та його кузини Фаустіни. Кажуть, що коли вона була вагітна, то побачила уві сні, що народила двох змій, одна з яких була особливо люта. Коли Коммоду було чотири роки, Антонін помер. Після його смерті, батько намагався навчити Коммода своїм принципам та правилам інших великих правителів. Він найняв учителів грецької та латинської грамоти, ораторського мистецтва, та ніхто з них не приніс Коммоду користі. З дитинства він відрізнявся жахливою поведінкою, був безчесний, жорстокий та розпутний. Ознаки цього він почав проявляти, коли йому було лише дванадцять. Одного разу, коли його мили в занадто теплій воді, він велів кинути лазника до печі. Усіх, хто сміявся із нього, він наказував кидати диким звірам, одному товстуну розпоров живіт так, що у нього вивалились усі нутрощі; глузував ізтих, кого сам покалічив. Ще у 166 році Коммод і його молодший брат Вер були названі Цезарями. Останній помер через 3 роки, і Коммод зостався єдиним живим сином Марка Аврелія. Відомо, що у 172 році, він був у Карнунті, де перебував його батько під час Маркоманських воєн. Ймовірно там, 15 жовтня 172 року він переміг в одній із битв на чолі армії. 20 січня 175 року він був зачислений до колегії жерців, що стало початком його публічної кар'єри. 176 року, він вирушив із батьком до Сирії та Єгипту, і з ним повернувся до Риму. Після цього, незважаючи на його малий вік (йому було лише 15 років), був призначений консулом, що зробило його наймолодшим консулом за весь період Римської історії на той час.

### Співправління з батьком
Марк Аврелій був першим імператором після Веспасіана, який мав законних біологічних синів. З них усіх вижив лише Коммод, тому Марк Аврелій твердо вирішив, що він повинен стати його спадкоємцем. 27 листопада 176, Марк Аврелій Коммоду подарував звання «імператор», а в 177 році звання «Августус», що означало такий же статус сина, як і його особистий та офіційний поділ влади.
23 грудня того ж року, два співправителі відсвяткували спільний тріумф, і Коммоду була надана влада трибуна. Влітку 178 року Коммод одружився з Брутією Криспіною. Шлюб був спрямований на те, щоб пов'язати найдавніших римських військовиків з імператорською родиною. Як придане вона передала велику кількість маєтків, які дали Коммоду контроль над значно частиною території Луканії. 178 році він супроводжував батька до Дунайського фронту, де у 180 році Марк Аврелій помер, залишивши 18-річного Коммода самостійним імператором.

## Одноосібна влада (180—192)
Після початку своєї імператорської влади Коммод узявся за державні справи. Найперше зменшив вагу денарія від 96 грам у римський фунт 105 (з 3.85 грам до 3,35 грам). Він також зменшив срібну очищеність від 79 % до 76 % — срібла, вага знизилася з 2,57 грамів до 2,34 грама.
У той час як період правління Марка Аврелія ознаменувався майже безперервними війнами, то відповідний період Коммода був порівняно спокійним у військовому сенсі, але відзначений політичною боротьбою і своєю примхливістю. На думку Діона Касія, тодішнього спостерігача періоду його правління, відзначений перехід «з царства золота [Марка Аврелія] до однієї з заліза та іржі [Коммода]» — всім відомий вислів, який спонукав деяких істориків, зокрема Едварда Гіббона, вважати правління Коммода початком занепаду Римської імперії.
Незважаючи на його популярність і враховуючи важливість свого царювання, роки правління Коммода мало висвітлені. Основні зі збережених літературних джерел — це «Римська історія» Діона Кассія (де про правління Коммода збереглися тільки фрагменти й абревіатури), Геродіанова «Августова історія» (це радше літературний твір, а не історичний, з елементами фантастики у життєписі Коммода).
Коммод залишився в Дунайській армії до укладення мирного договору з придунайськими племенами. Потім він повернувся в Рим і відсвяткував тріумф на честь завершення війни у 180 році. На відміну від попередніх імператорів Траяна, Адріана, Антоніна Пія і Марка Аврелія, він, здається, був мало зацікавлений у господарських справах. Незадоволення таким станом справ призвело до цілої серії змов та спроб переворотів.

### Зовнішня та внутрішня політика
Коммод відмовився від експансіоністської політики в інших областях імперії. Він уклав мир з даками і сарматами. Під час його правління відбувалися заворушення в провінціях (Британії, Германії, Дакії), але їх вдалося приборкати за допомогою армії. Створив африканський флот.
Популістські заходи перших років зробили Коммода шанованим у народі, але незабаром стало ясно, що його правління поклало край так званій епосі «п'яти добрих імператорів». Він практично не займався державними справами, віддаючи перевагу розвагам та розпусті. Усі роки його імператорства супроводжувалися спустошенням скарбниці й величезними розкраданнями.

### Змова 182 року
На початку свого царювання Коммод, у віці 18 років успадкував від батька багато радників, зокрема Тиберія Клавдія Помпеяна (другий чоловік сестри Коммода Люсилли), його тестя Гая Брутіуса і Ауфідія Вікторина, який був префектом Рима. Він також мав чотири сестри, які разом із своїми чоловіками були йому потенційними суперницями. Одна з них, Люсилла, була на десять років старша за нього і займала ранг Августи як вдова першого чоловіка, Луція Вера.
Перша криза правління прийшла на 182 рік, коли Люсилла влаштувала змову проти свого брата. Її мотив — нібито заздрість імператриці Кріспіні. Її чоловік Тиберій Клавдій Помпеян не брав участь у змові, але двоє спільників буцімто були її коханцями: Маркус Квадрат (консул 167, який також був її двоюрідним братом) і Тиберій Клавдій Помпеян Квінціан. Вони намагалися вбити Коммода, коли той увійшов до театру, але були захоплені його охоронцями та страчені. Люсилла була заслана на острів Капрі, а потім убита. Тиберій Клавдій Помпеян пішов із суспільного життя.
Через всілякі змови та небезпеки Коммод провів більшу частину свого часу за межами Рима, переважно в родинних маєтках. Будучи фізично сильним, найбільше він цікавився спортом: брав участь у скачках, перегонах на колісницях. Брав участь у гладіаторських боях зі звірами та чоловіками, здебільшого в приватних, а деколи і в громадських місцях.

### Коммод 180—192рр.
За роки свого правління Коммод завжди звертав увагу на унікальність свого статусу як джерела Божественної сили, щедрости й фізичної доблести. Велика кількість статуй по всій імперії були створені для зображення його в образі Геракла, зміцнюючи авторитет його як напівбога, фізичного гіганта, захисника і борця проти звірів і людей. Крім того, Коммод вважав, що він, як Геракл, може стати одним із представників Верховного Бога Римського пантеону.
У 191 році місто Рим було сильно пошкоджено в результаті пожежі, яка вирувала декілька днів. Багато громадських будівель, храм Вести і частини імператорського палацу були зруйновані. Можливо, бачачи це як слушну можливість, на початку 192 року Коммод оголосив себе новим Ромулом, ритуально заново заснував Рим, перейменував місто-колонію Люсія на Аннію Коммодіану. Усі місяці в році були перейменовані (зараз дванадцять) імена: Луцій, Елій, Аврелій, Коммод, Август, Геркулеус, Романус, Ексуператоріус, Амазоніус, Нескорений, Фелікс, Пій. Легіони були перейменовані на Коммодіане, флот, який імпортував зерно з Африки, названий Александрія Коммодіана Тогата. Сенату та всьому римському народу було дано ім'я Коммодіанус. 
Таким чином, він явив себе як джерело імперії, римського життя і релігії. Він також спонукав зробити себе головою Колосса Нерона, поруч з Колізеєм встановив свій портрет, під яким було поміщено бронзового лева біля його ніг, щоб зробити його схожим на Геракла і додав напис, що «тільки лівша є винищувачем для завоювання дванадцять разів тисячу чоловіків».

### Вбивство 192 року
У листопаді 192 року Коммод провів Плебейські ігри, у яких він стріляв щоранку сотні тварин із стріл і списів, і бився, як гладіатор, кожен день, вигравши всі бої.
1 січня 193 р. Коммод збирався відсвяткувати свій вступ на посаду консула і хотів прямо на церемонії з'явитися в гладіаторському вбранні. Але цим планам не судилося здійснитися. Новий префект Квінт Емілій Лает, коханка імператора Марція і керуючий двором вільновідпущенник Еклект вирішили позбутися імператора. Міський префект Пертінакс приєднався до змови в обмін на обіцянку зробити його імператором. Марція напоїла Коммода отруєним вином. Отрута не дала очікуваного ефекту, і тоді імператора задушив раб, атлет Нарцис, з яким Коммод займався боротьбою. Це сталося якраз напередодні планованого імператором свята, 31 грудня.
Сенат схвалив цей вчинок, негайно оголосивши Коммода «ворогом вітчизни». Розлючені сенатори і натовп зажадали тягнути його тіло гаком і скинути в Тибр, а ім'я стерти з усіх споруд. Але Пертінакс не дозволив це зробити. Тіло в таємниці від всіх було поховано в усипальниці Адріана. Імператор Септимій Север, що утвердився незабаром, на зло сенату і задля підтримки від сім'ї Марка Аврелія зарахував Коммода до богів, ухвалив рішення святкувати його день народження і кинув Нарциса на поживу левам.
З поваленням Коммода закінчився період політичної стабільности.

### Характер та фізична підготовка
Кассій, як свідок, описував Коммода як «від природи не злий, а, навпаки, як простодушний, як будь-яка людина, яка коли-небудь жила. Його велика простота, однак, разом із боягузтво, зробила його рабом своїх товаришів, і саме через них він спочатку через незнання пропустив краще життя, а потім це все привело в хтиві і жорстокі звички, які незабаром стали другою натурою»
Його спосіб життя та політична діяльність знаменують відмінність Коммода та його батька. Цілком імовірно, що він був вихований в атмосфері аскетизму, який він відкинув повністю тоді, коли став одноосібним правителем.

### Зміна імені
Ставши одноосібним правителем, Коммод додав до свого ім'я Антонін, імовірно, в честь свого діда, Антоніна Пія. У жовтні 180 року він змінив його із Луція на Марка, імовірно, на честь свого батька. Пізніше він прийняв титул Фелікса в 185 році. 191 року він відновив Луцій і додав Елій, мабуть, пов'язуючи себе з Адріаном.
Пізніше в тому ж році він викинув Антоніна і взяв інше — Луцій Елій Аврелій Коммод, а з серпня — Геркулес Романус Ексуператоріус Амазоніус Фелікс Пій (порядок деякі з цих назв розрізняється в різних джерелах). Ексуператоріус (вищий) була данина Юпітеру, і Амазоніус поєднали його знову з Геркулесом.

### Коммод і Геракл
Коммод надзвичайно пишався своєю фізичною силою. Історик Геродіан, його сучасник, описав Коммода як надзвичайно красивого чоловіка. Він наказував, що його статуї повинні бути зроблені подібно до Геракла (одяг, як у Геракла, із левовою шкурою). Він думав про себе як про реінкарнацію Геракла, часто наслідуючи подвигам легендарного героя, з'являючися на арені в боротьбі з найрізноманітнішими дикими тваринами. За словами Гіббона, Коммод вбивав в один день 100 левів. Кассій зазначав, що сенатори фактично насміхались із цього. В іншому випадку Коммод вбив трьох слонів на арені. Нарешті, Коммод вбив жирафа, який вважався дивним і безпорадним звіром. Він був шульгою і дуже пишався цим фактом. Кассій писав, що Коммод був майстерний лучник, міг стріляти в голови страусів на повному скаку, і вбити пантеру.

### Коммод як гладіатор
Коммод також мав пристрасть до гладіаторських боїв. Часто він виходив на арену, беручи участь у боях. Ходили чутки, що він був насправді не сином Марка Аврелія, а якогось гладіатора.
На арені Коммод завжди вигравав, оскільки його опоненти піддавалися йому як імператору. Таким чином, ці громадські бої не закінчувалися смертю. .

## У культурі
Коммод зображений у фільмі «Гладіатор», дія якого розгортається в 180 році. Сюжет фільму — художня вигадка, яка зовсім не відображає історичну дійсність. Фільм розповідає історію помсти римського полководця Максимуса, несправедливо скривдженого імператором Коммодом. За сюжетом фільму опальний Максимус стає гладіатором і у фіналі перемагає імператора на арені Колізею.